# Ira de Tiamate
Ira de Tiamate é um romance de ficção científica de James S. A. Corey, o pseudônimo de Daniel Abraham e Ty Franck, e o oitavo e penúltimo livro de sua série A Expansão. Foi originalmente projetado para ser lançado em 4 de dezembro de 2018, um ano após o romance anterior, Desenredo de Persépolis. No entanto, atrasos na produção com a editora adiaram o lançamento para 26 de março de 2019. Seu título e capa foram revelados em 3 de abril de 2018.

## Inspiração Para o Título
O título refere-se a Tiamate, uma deusa primordial associada à criação do cosmos a partir do caos na antiga mitologia suméria e babilônica. Inicialmente, quando o mundo cultuava divindades femininas com suas várias faces, Tiamate era adorada como a mãe dos elementos. Tiamate foi responsável pela criação de tudo que existe. Os deuses eram seus filhos, netos e bisnetos.
A entidade foi descrita como uma serpente ou dragão. De acordo com o mito registrado em tabuletas cuneiformes antigas, a divindade Enki capturou e matou o parceiro de Tiamat, Abzû. Como uma demonstração de sua ira, Tiamat criou onze monstros de sua própria prole para travar uma guerra contra as divindades e vingar a morte de seu companheiro.
Mais especificamente o título referência a revolta contra o recem criado Império Laconiano por aqueles que o criaram.

## Contexto
A ação se passa alguns anos depois de Desenredo de Persépolis. Os 1.300 portais abertos pela protomolécula deram à humanidade acesso a mundos, cujos planetas recém-colonizados estão integrados em um império unificado, liderado pelo Alto Cônsul Winston Duarte. Este ex-almirante dissidente da MCRN (Marinha da República Congressista Marciana) instalou-se com parte da frota marciana em Laconia, um dos novos sistemas abertos pelos portais, e com a ajuda das pesquisas que lidera sobre a protomolécula, adquiriu um avanço tecnológico considerável que permitiu aos laconianos construir naves espaciais, como a Tempestade.
Duarte, no auge de seu poder, continua sua pesquisa sobre a protomolécula e a civilização que a criou, os Engenheiros de Protomoléculas . Sua principal preocupação é preparar a humanidade para o confronto com aqueles que destruíram os engenheiros da protomolécula há mais de um bilhão de anos.

## Sinopse
Mil e trezentos portões se abriram para os sistemas solares ao redor da galáxia. Mas à medida que a humanidade constrói seu império interestelar nas ruínas alienígenas, os mistérios e ameaças se aprofundam.
Nos sistemas mortos onde os portões levam a coisas mais estranhas do que planetas alienígenas, Elvi Okoye começa uma busca desesperada para descobrir a natureza de um genocídio que aconteceu antes que os primeiros seres humanos existissem, e para encontrar armas para travar uma guerra contra forças à beira de o imaginável. Mas o preço desse conhecimento pode ser maior do que ela pode pagar.
No coração do império, Teresa Duarte prepara-se para assumir o fardo da ambição divina do pai. O cientista sociopata Paolo Cortázar e o prisioneiro mefistofélico James Holden são apenas dois dos perigos em um palácio cheio de intrigas, mas Teresa tem mente própria e segredos que nem mesmo seu pai, o imperador, adivinha.
E por todo o vasto império humano, a tripulação dispersa da Rocinante trava uma corajosa ação de retaguarda contra o regime autoritário de Duarte. A memória da velha ordem desaparece, e um futuro sob o domínio eterno de Laconia - e com ele, uma batalha que a humanidade só pode perder - parece cada vez mais certo. Porque contra os terrores que existem entre os mundos, coragem e ambição não serão suficientes. 

## Enredo Resumido

### Prólogo
Quatro anos após o conflito Laconia-Sol, James Holden é um prisioneiro de honra em Laconia, mas com pouca liberdade. Ele está participando do funeral de Chrisjen Avasarala que morreu durante o sono quatro meses antes em Luna. Então, quando Winston Duarte transferiu o serviço fúnebre e seu túmulo para Laconia, Holden ainda mal podia acreditar que ela havia partido. No final do culto, Holden encontra Kiki, a neta de Avasarala e Camina Drummer, ex-presidente do extinto Sindicato dos Transportes, e eles discutem o impacto que o legado de Avasarala teve sobre eles.
Duarte transferiu o centro da humanidade para a Lacônia, levando institutos de ciência, empresas e celebridades para a sua capital. Enquanto Holden passa por todas aquelas pessoas famosas e poderosas na recepção no prédio do estado, ele e Camina Drummer conversam sobre sua situação sob o domínio laconiano. O Alto Cônsul Duarte chega à recepção e Holden percebe como algumas de suas características físicas estão erradas por causa do teste das protomoléculas que Paolo Cortázar fez nele.

### Império Laconiano
Elvi Okoye, agora major do Império Laconiano, lidera uma missão científica com seu marido Fayez para o Império com vários outros cientistas. Com a Falcon, uma nave lacônica feita especificamente para a missão, eles estudam os sistemas mortos. A nave permite viagens rápidas de sistema para sistema. Com os recém-inventados Crash Couches de câmara líquida totalmente imersivos, ele pode viajar até 30 Gs sem matar seus ocupantes. A missão científica do Falcon também envolve o uso de um sujeito infectado pela protomolecula que é chamado de The Catalyst para ativar quaisquer possíveis artefatos de protomolecula nesses sistemas inexplorados.
Enquanto no sistema Adro, Elvi e sua equipe encontram um grande diamante como um planeta esférico. Quando o Catalyst faz contato com o diamante Adro, Elvi teoriza que poderia ser uma unidade de backup e a Pedra de Rosetta para a tecnologia do construtor. O comandante da Falcon, Almirante Sagale, no entanto, dá ordens para deixar o sistema antes que qualquer estudo sério possa ser feito. Elvi diz a Fayez que suspeita que Sagale tenha outra agenda.
Subterrâneo
A tripulação da Rocinante foi separada e está sendo procurada como fugitivos. Com Holden capturado e Amos disfarçado em uma missão secreta em Laconia, Naomi assumiu uma posição de liderança para o Subterrâneo. Isso, no entanto, envolve que ela seja enviada em contêineres em naves da União de Transportes, a fim de passar de sistema para sistema para se comunicar com as forças subterrâneas. Uma vez que ela chega à Estação de Transferência Três no sistema Sol, Naomi se encontra com Bobbie Draper, que agora é a Capitã da Gathering Storm e Alex, que é o piloto da nave. Durante a reunião, eles discutem a missão secreta da Gathering Storm no sistema Sol, mas Naomi e Bobbie discordam sobre quais táticas o Subterrâneo deve usar. Uma vez que eles se despedem e Naomi sai, Alex prepara a próxima transferência da Gathering Storm, que está sendo transferida de cargueiro para cargueiro para a sua missão. 
Império Laconiano
De volta à Laconia, Teresa Duarte, filha do Alto Cônsul Duarte, vive uma vida agitada na Laconia e tem pouca liberdade. Em uma das sessões com seu tutor, o Coronel Ilich, ela questiona quem eram os Construtores do Anel e quem os matou, mas o Coronel Ilich diz que ninguém sabe. Mais tarde, quando seu pai começa a levá-la para reuniões importantes, Teresa questiona por que ela deveria estar lá. Duarte simplesmente diz a ela que a está sendo preparada para se tornar a líder de Laconia caso um dia ele não esteja mais por perto para governá-la. Quando Teresa encontra Holden, ele a avisa para não confiar totalmente nas pessoas próximas a ela. Teresa com seu cachorro Muskrat vai para uma caverna, Onde encontra com um amigo seu Timothy, depois volta para casa onde seu pai se encontra com ela para discutir as táticas laconianas.
Subterrâneo
Enquanto a Gathering Storm estava no Arco do Pêndulo, Alex descobre com Bobbie que sua missão é interceptar um cargueiro que transporta peças de carga para a Coração da Tempestade, que está estacionada na órbita da Terra. O Cargueiro, no entanto, está sendo escoltado por duas Fragatas Laconianas, então a Tempestade deve se aproximar das naves para atacar. Enquanto a Tempestade se envolve e atira nas duas fragatas, Bobbie com uma equipe de ataque usa uma cápsula de ruptura para levar o cargueiro até que os PDCs descomprimam toda a atmosfera da nave. Isso faz com que a missão seja um fracasso parcial, mas Bobbie captura a carga do navio. Quando chegam a um esconderijo em Callisto, Alex recebe uma mensagem de seu filho Kitquem que está se casando. Após uma reunião de Alex e Bobbie, Bobbie descobre que a carga que eles capturaram era antimatéria, a fonte de energia das armas da Tempestade, e resolve usá-la contra os Laconianos.
Império Laconiano
Após a chegada da Falcon ao sistema Tecoma, Elvi Okoye descobre que o sistema está vazio de qualquer planeta ou mesmo material espacial. As únicas coisas no sistema são uma estrela de nêutrons e o portão do anel em uma estranha localização, ele está muito mais longe e posicionado acima do polo norte da estrela. O Comandante Sagale então informa Elvi de sua outra missão dada pelos militares lacônicos: usar este sistema para realizar um teste de armas, já que o sistema Tecoma atendeu aos requisitos de um sistema esparso. Elvi aconselha contra o plano, mas Sagale segue em frente.
Numa estranha interpretação da teoria dos jogos, Duarte acredita que precisa "punir" os Agressores Desconhecidos que se acredita estarem fazendo as naves desaparecerem. Para isso, Duarte deu o comando ao Almirante Sagal para realizar o ataque de teste de armas enviando uma nave bomba para a rede do Anel através do portão Tecoma. Quando o teste é realizado, a nave fica entre os portões e explode. Como consequência deste ataque, os agressores desconhecidos desestabilizam a estrela de nêutrons do sistema Tecoma. Temendo uma possível explosão de raios gama atingindo o portão Tecoma, a Falcon recua para a zona lenta. Então, como se temia, a estrela de nêutrons entra em colapso e dispara uma explosão de raios gama que destrói o portão Tecoma e o portão Thanjavur, localizado no lado oposto da zona lenta. Isso faz com que a colônia Thanjavur seja cortada da rede do Anel e seja isolada.
Poucos dias após o colapso da estrela Tecoma, a tripulação da Falcon testemunha uma estranha leitura de radiação vinda das bordas da zona lenta enquanto a estação do Anel brilha como uma pequena estrela após ser atingida pela explosão de raios gama. De repente, outro evento de salto de tempo ocorre em toda a rede do portão e na zona lenta. A Falcon é quase destruída por estranhos tentáculos escuros, mas Elvi é capaz de ativar a fuga de emergência da Falcon para fora do perigo e para o sistema Laconia. Infelizmente, metade da tripulação morre (incluindo o Almirante Sagal) de ferimentos causados durante o salto de tempo, e o resto mal sobrevive, incluindo Fayez. Todo o resto na Zona Lenta é morto ou destruído após a catástrofe da Zona Lenta. Isso inclui a Estação Medina, a Olho do Tufão e Saba, o líder do Subterrâneo.
Enquanto Teresa se encontra com Timothy novamente, eles experimentam o evento do salto temporal e ela sai da caverna para ver o que aconteceu. Ela é então apanhada pelo coronel Ilich e levada em segurança para ver seu pai. Duarte é deixado em estado de coma acordado após o salto de tempo, pois os tratamentos de Cortazar para torná-lo imortal o deixaram suscetível ao ataque de salto de tempo e ele não está mais ciente do mundo real. Isso deixa o Almirante Trejo comandando o Império Laconiano enquanto eles mantêm a condição de Duarte em segredo.
Subterrâneo
Naomi finalmente chega ao seu destino no sistema Auberon, ela se encontra com a célula do Subterrâneo local. Depois de saber do destino de Saba, Naomi assume como líder da resistência, ela então envia seus planos para todos no Subterrâneo com quem ela pode entrar em contato. Enquanto Naomi ainda quer uma solução pacífica, ela entende a necessidade de negociar a partir de um lugar de força. Com a destruição da Typhoon na zona lenta, os laconianos não são capazes de controlar a rede de anéis como antes.
Depois de consultar Naomi, Bobbie e Alex partem em uma missão para destruir a Tempestade usando o que aprenderam com a interceptação da nave cargueira de transporte. Esta informação revela um ponto cego na visão do sensor da Tempestade que Bobbie usa para esgueirar o White Crow perto o suficiente para que eles possam enviar um pequeno foguete com uma bomba de antimatéria anexada para destruir a Tempestade. Infelizmente, a nave de Bobbie sofre danos no PDC ao se aproximar. O copiloto de Bobbie Rini Glaudiné é morto, mas as bombas de antimatéria permanecem intocadas. Vendo que ela não será mais capaz de aproximar as bombas de antimatéria com os foguetes que eles tinham, ela toma uma medida final usando os propulsores de sua Armadura Laconiana para acelerar a bomba de antimatéria em direção à Tempestade. Bobbie percebendo que não há chance de ela ser salva, usa a quantidade restante de balas que ela tem para entrar no alcance do sensor da Tempestade que a mata com uma rodada PDC. Ela faz isso para evitar que Alex faça planos de resgate perigosos. À medida que a Tempestade se afasta, as bombas de antimatéria explodem destruindo o Coração da Tempestade. A tripulação da Tempestade recebe uma grande quantidade de radiação na explosão.
Depois de receber a notícia da morte de Bobbie, Alex revela que está voltando para Freehold para pegar a Rocinante. Naomi, que continua como sucessora de Saba, vai para Freehold para se encontrar com Alex. Eles estão prontos para ir para o espaço para ficar "mais perto" dos Portões do Anel para melhores comunicações. Enquanto em trânsito, a Rocinante é atingida por outro evento de salto de tempo. Este evento afeta apenas três sistemas, mas dura 20 minutos, mais do que os eventos anteriores.
Império Laconiano
Depois que Teresa dirige-se à caverna de Timothy, ela inadvertidamente leva as forças de segurança para a caverna e um tiroteio começa no qual Timothy é morto pelo coronel Ilich. Depois que Teresa é levada de volta ao prédio do estado, o corpo de Timothy é levado pelos drones de reparo nativos da Laconia. Então Teresa descobre que o verdadeiro nome de Timothy era Amos Burton, um terrorista que planejava explodir uma mini-bomba nuclear na capital da Lacônia em uma tentativa para tentar resgatar Holden, até conhecer Teresa.
Elvi durante este tempo recuperou-se totalmente e recebeu responsabilidades crescentes para ajudar na recuperação de Duarte e para cuidar do trabalho de Cortazar. Ela então se encontra com Cortazar, que a leva para o Pens e mostra aqui Cara e Xan Bisset. As crianças morreram décadas atrás e foram reparadas pelos Drones Laconianos de Reparo. Elvi questiona as crianças para saber se são seres conscientes e pede desculpas a Cara pelo que aconteceu com ela.
Holden reconhece que algo está errado em Laconia e fala com Paolo Cortázar, o cientista-chefe, que revela que planeja matar Teresa em vez de deixá-la se tornar imortal. Holden tenta contar aos Laconianos sobre a trama de Cortázar contra Teresa. Elvi conta a Teresa, ainda traumatizada com a morte de Amos, a trama de Cortázar e teresa conta ao pai.
Outro ataque de perda de tempo ocorre e Elvi pensa que tais ataques são o que desliga a consciência dos construtores de protomoléculas; a humanidade é mais resiliente e perde apenas alguns minutos, mas agora os alienígenas estão experimentando métodos mais eficazes que funcionam por mais tempo.
Subterrâneo
Naomi convoca naves dos outros mundos do anel para um ataque aos estaleiros de Laconia. Quatrocentas naves atacam Laconia, afastando a última capitânia do planeta para que uma pequena força de ataque possa destruir os estaleiros, isso cumpre o objetivo de tirar a vantagem de Laconia de criar novas naves alienígenas e produzir antimatéria. Duarte, embora ainda em coma, acorda ao ser escaneado e mata Cortázar.
Durante o combate, a Rocinante recebe uma mensagem contendo os códigos de evacuação de Amos. Os códigos foram enviados por Teresa que havia libertado Holden para que pudessem deixar o planeta juntos. Quando os dois fogem, são confrontados por Ilich ameaçando matá-los. Do nada, um Amos "consertado" mata Ilich e suas forças de segurança. Logo depois, os três e Muskrat são evacuados pela Rocinante. Ao sair de Laconia, a Rocinante é alvo travado pela Redemoinho, no entanto a nave hesita quando Teresa entra nas comunicações e declara que está trabalhando em uma missão com os rebeldes a mando direto de seu pai. A Rocinante com a frota subterrânea sobrevivente deixa o sistema Laconia.

### Epílogo
Em Laconia, é revelado que o objetivo de Holden era remover Cortazar e fazer Elvi assumir a diretoria de ciências. Confiante em sua nova posição, o primeiro movimento de Elvi é mudar as diretrizes de Cortazar e liberar Cara e Xan para que trabalhem juntas.
De volta a Rocinante, Holden está se acomodando com sua tripulação e conversa com Amos para ver se ele ainda é ele mesmo. Amos diz a ele que ele ainda é ele mesmo, mas agora ele sabe das coisas e avisa Holden que os alienígenas que mataram os construtores de protomoléculas agora planejam matar toda a humanidade graças às ordens de Winston Duarte para atacá-los. Holden diz a ele que sabe disso.

## Personagens
Os personagens principais do livro incluem muitos do início da série, incluindo James Holden, Naomi Nagata, Bobbie Draper, Alex Kamal, Elvi Okoye e Winston Duarte. O livro apresenta a filha de 14 anos de Duarte, Teresa, que está sendo treinada como sua sucessora.  Este é o único livro da série onde Holden não é o protagonista, tendo apenas capítulos no prólogo, epílogo e um interlúdio.

### Personagens com ponto de vista
- Holden (prólogo, interlúdio, epílogo)
- Elvi (13 capítulos)
- Naomi (14 capítulos)
- Alex (7 capítulos)
- Teresa (11 capítulos)
- Bobbie (5 capítulos)[9]

### Exegese
- James "Jim" R. Holden é ex-comandante da Rossinante, e se encontra em prisão domiciliar em Laconia. Junto com outras figuras da oposição como Carrie Fisk da Associação dos Mundos e Camina Drummer, ex-líder do Sindicato dos Transportes, ele serve como um contraponto ao Alto Cônsul, que às vezes o consulta para obter conselhos sobre a promolécula.
- Elvi Okoye é uma ex-bióloga da Terra que estudou os artefatos dos Engenheiros no planeta Illus, no romance O Incêndio de Cibola, trabalha para Duarte que enviou ela e seu marido, Fayez, em uma nave lacônica (a Falcon) para estudar os artefatos em mundos não colonizados sob o comando do almirante lacônico Mehmet Sagal.
- Naomi Nagata é companheira de James Holden, permaneceu escondida. Ela deixou a Rosinante em Freehold, um mundo escassamente colonizado, e realiza missões de coordenação secretas, pulando de contêiner em contêiner em navios em trânsito entre os mundos. Ela se tornou um ícone para todos os oponentes da dominação laconiana.
- Alex Kamal é ex- piloto da Rossinante e Bobbie Drapper  ex-sargento da MRCN, levaram a Storm, uma corveta laconiana. A bordo desta nave, escondidos no porta-aviões da União, realizam operações contra os interesses lacônicos de acordo com as instruções dadas por Saba, que permaneceu na estação de Medina.
- Teresa Angélica Duarte é a filha de 14 anos de Winston Duarte, está destinada a suceder ao Alto Cônsul laconiano.
- Construtores dos anéis também conhecidos simplesmente como a civilização alienígena, eram uma espécie extraterrestre tecnologicamente avançada cujo vasto império interestelar uma vez abrangeu uma grande parte da Via Láctea . Eles projetaram a protomolécula como um meio de espalhar uma rede de portões de anel por toda a galáxia, permitindo efetivamente viagens mais rápidas que a luz entre sistemas estelares. Seu império durou um período de tempo desconhecido, mas presumivelmente imenso, até que foram exterminados por uma misteriosa inteligência hostil.
- A Biblioteca é um arquivo ou recurso de dados da rede de anéis que os indivíduos revividos pelos Drones de Reparo de Laconia têm acesso por meio de uma conexão direta com suas mentes. Mesmo que nunca lhes tenham ensinado as informações contidas na Biblioteca, esses indivíduos podem entendê-las e acessá-las a qualquer momento. As informações da Biblioteca parecem estar armazenadas, pelo menos em parte, senão em sua totalidade, dentro da estrutura de armazenamento de dados cristalinos massiva conhecida como Diamante Adro ou BFE.
- O Diamante Adro (apelidado de " BFE " pelos pesquisadores), é o único objeto orbital dentro do sistema morto de Adro, composto por uma única estrela anã branca, além do portão Adro. É um corpo planetário um pouco maior que Júpiter, com uma superfície lisa e quase transparente, como uma enorme bola de cristal com um tom levemente esverdeado. As varreduras de espectrometria passiva indicam que a esfera é quase inteiramente composta de uma rede densa de carbono. O Diamond parece funcionar como um computador ou sistema de armazenamento de dados de algum tipo que é chamado de A Biblioteca. Quando um sujeito infectado por protomoléculas é trazido para perto do Diamante, o diamante responde emulando a atividade neural do cérebro do indivíduo que se aproximou. A computação dentro do Diamond parece ser facilitada por minúsculos buracos de minhoca, que supostamente reduzem a latência.
- Sistema morto é um daqueles destinos que podem ser alcançados através dos portões da rede de anéis, mas que não inclui nenhum sistema com corpos planetários em uma zona de ouro, mas sim algo inexplicavelmente estranho e morto. Os sistemas mortos conhecidos são: Caronte, Adro, Tecoma e Naraka. Os sistemas mortos são assunto de especulações e perguntas comuns em discussões e eventos governamentais de alto nível. Devido à falta de familiaridade, estes também são objeto de medo, terror e pavor.
- Zona de Ouro é uma região em um sistema planetário onde os corpos estão a uma distância adequada para sustentar a vida. Por exemplo, estes teriam faixa de temperaturas que permitem água líquida e atmosfera.[1]

## Traduções pelo mundo
O livro não foi publicado no Brasil
- Hungaro: Tiamat Dühe (2019)
- Italiano: L'ira di Tiamat (2019)
- Alemão: Tiamats Zorn (2020)
- Polonês: Gniew Tiamat (2020)
- Russo: Гнев Тиамат (2020)
- Checo: Tiamatin hněv (2020)[10]
- Fracês: La Colère de Tiamath (2021)[11]
- Sérvo-Croata: Tijamatin gnev (2021)[12]

## Série

### Romances
| Número | Título                  | Páginas | Áudio   | Data da Publicação Original | ISBN              |
| ------ | ----------------------- | ------- | ------- | --------------------------- | ----------------- |
| 1      | Leviatã Desperta        | 592     | 20h 56m | 15/06/2011                  | 978-0-316-12908-4 |
| 2      | A Guerra de Caliban     | 595     | 21h     | 25/06/2012                  | 978-0-316-12906-0 |
| 3      | Os Portões de Abadom    | 539     | 19h 42m | 04/06/2013                  | 978-0-316-12907-7 |
| 4      | O Incêndio de Cibola    | 583     | 20h 7m  | 17/06/2014                  | 978-0-316-21762-0 |
| 5      | Ardil de Nemesis        | 544     | 16h 44m | 02/06/2015                  | 978-0-316-21758-3 |
| 6      | Cinzas da Babilônia     | 608     | 19h 58m | 06/12/2016                  | 978-0-316-33474-7 |
| 7      | Desenredo de Persépolis | 560     | 20h 34m | 05/12/2017                  | 978-0-316-33283-5 |
| 8      | Ira de Tiamate          | 544     | 19h 8m  | 26/03/2019                  | 978-0-316-33286-6 |
| 9      | Leviatã Adormece        | 528     | 19h 40m | 30/11/2021                  | 978-0-316-33291-0 |